# Hans Rudolf von Scharnachthal

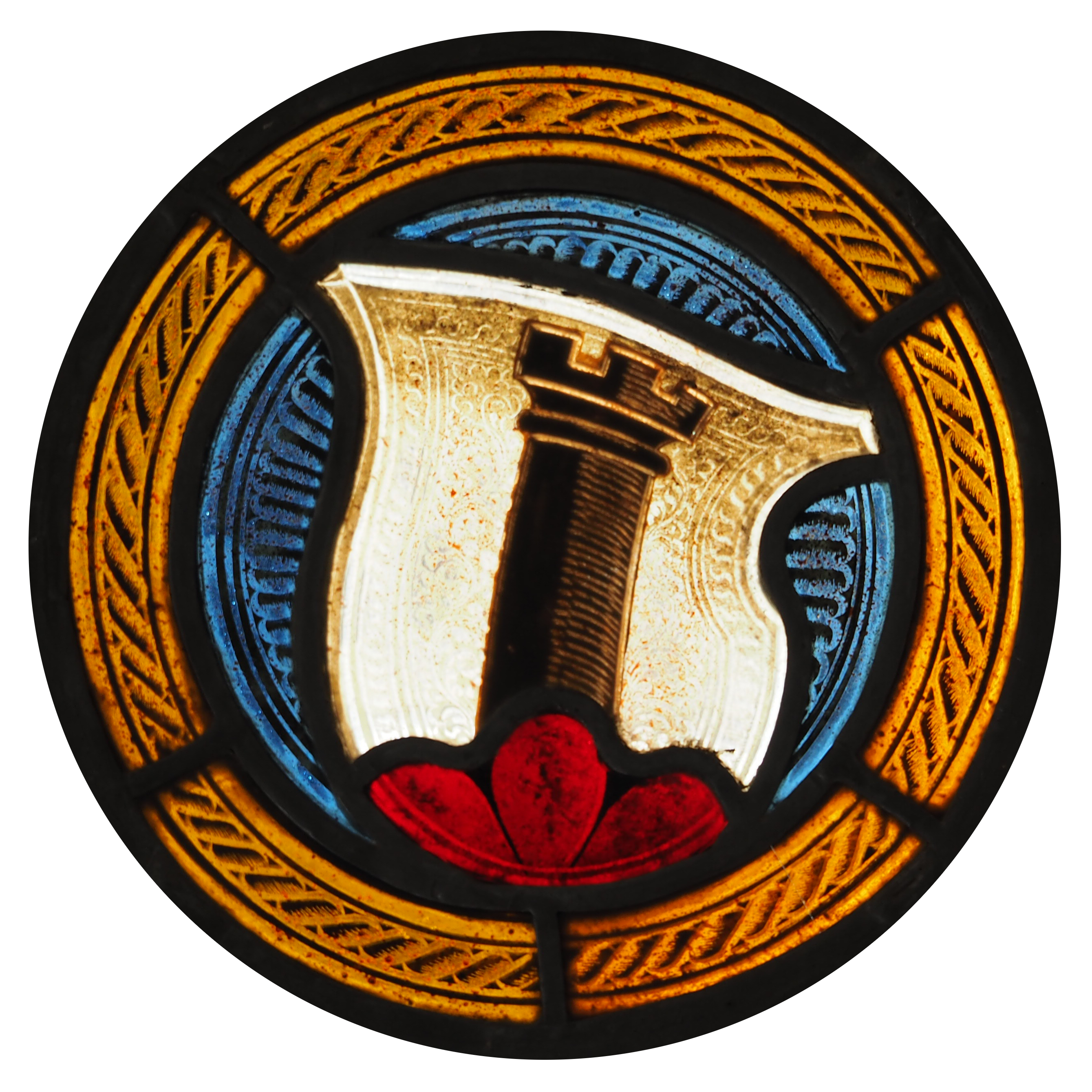
Wappen von Scharnachthal (um 1500)

Hans Rudolf von Scharnachthal († 30. Mai 1512) war Schultheiss der Stadt Bern.

## Leben
Hans Rudolf kam als Sohn des Niklaus von Scharnachthal und der Anna Gruber zur Welt. Er heiratete in erster Ehe Verena von Bonstetten, in zweiter Ehe Philiberta von Lugny aus dem Burgund. 1486 wurde er Mitglied des Grossen Rats der Stadt Bern, 1488 wurde er Mitglied des Kleinen Rats, in den Jahren 1507 bis 1512 war er alternierender Schultheiss.
Er war Herr zu Oberhofen, zu Krattigen, zu Schwanden ob Brienz und ab 1501 Herr zu Hünigen. Er erhielt 1496 in Pisa von König Maximilian I. den Ritterschlag. 1499 befehligte er im Schwabenkrieg die bernischen Hilfstruppen. Am 23. Mai 1509 fällte er das Urteil im Jetzerhandel.